# Ditrói Mór
Ditrói Mór, 1915-ig Himmelstein Móric (Kolozsvár, 1851. október 5. – Budapest, 1945. február 16.) magyar rendező, színházigazgató, színész. A kolozsvári Nemzeti Színház igazgatója, a Vígszínház alapító igazgatója, az Országos Színészegyesület örökös díszelnöke.
Utódja, Jób Dániel méltatása szerint vele kezdődött a modern magyar színház; Ignotus pedig azt írta róla, hogy ő a „magyar Sztanyiszlavszkij”, aki „azt cselekedte meg Magyarországon, amit Sztanyiszlavszkij Moszkvában – s ezt már Sztanyiszlavszkij előtt.”

## Élete

### Pályafutásának kezdete
Apja, id. Himmelstein Mór kereskedő, építési vállalkozó volt, majd a kolozsvári Fő téren álló Nemzeti Szálloda bérlője. Édesanyja, ditrói Puskás Mária székely nemesi családból származott, amellyel azonban házasságkötése miatt megszakadt minden kapcsolata. Az apa fontosnak tartotta gyermekeinek művelődését, amint anyagi helyzete megengedte, rajztanárt, német–francia tanárt, zenetanárt fogadott gyermekei mellé.
Mór, a négy gyermek között a legfiatalabb, a kolozsvári református kollégiumban és Bécsben végezte iskoláit, 1871–1874 között Pesten egy időben volt a Színészeti Tanoda növendéke és a bölcsészettudományi kar hallgatója. Meghatározó tanárai a bölcsészeti karon Toldy Ferenc és Greguss Ágost, a színitanodában Szigeti József és Paulay Ede voltak. A Nemzeti Színházban statisztálva Paulay Edét munka közben is alkalma volt megfigyelni. Színi tanulmányai közben egyszer Bécsbe utazott csak azért, hogy megnézze az ott vendégszereplő Ernesto Rossit Othello szerepében.
1874-ben kezdte pályáját a kolozsvári színháznál, ahol színésznövendékként lépett fel, ekkor már Ditrói Mór néven; április 9-én Jules Sandeau Marcel című egyfelvonásos drámájában, majd április 11-én Czakó Zsigmond Kalmár és tengerész című darabjában játszott. Ugyanebben az évben Szacsvay Imrével és menyasszonyával, későbbi feleségével, Eibenschütz Marival a kolozsvári színházhoz szerződött, ahol 1878-ig maradt. Számos kisebb szerepben lépett fel, de komolyabb sikert nem aratott.
Az 1878/79-es és 1879/1880-as évadban feleségével együtt Aradra szerződött, ahol rendezőként és művezetőként is dolgozott. 1880-ban részt vett a kolozsvári színház művészeiből szervezett alkalmi társulat bécsi vendégszereplésén; többnyire kisebb mellékszerepeket játszott, például Rózsi apját Szigligeti Ede A csikós című népszínművében.
1880-ban került Krecsányi Ignác kassai társulatához, ahol elsősorban rendezőként dolgozott. 1881-ben a Népszínház tagja volt Evva Lajos társulatában, majd ismét Debrecenben, Krecsányinál töltötte a következő évadot. 1883–1885 között Szegeden volt művezető, ahol a nehéz körülmények ellenére nagy sikerrel állította színpadra Az ember tragédiáját; az első előadáson Somló Sándor váratlan  megbetegedése miatt az ötödik képtől ő maga játszotta Ádám szerepét. Miután 1885. április 22-én leégett a szegedi színház, két évig Jakab Lajosnál Nagyváradon, Sopronban, Székesfehérváron, majd Szabadkán dolgozott. Közben megpályázta az újjáépítendő szegedi színház igazgatói tisztségét, amelyet azonban Aradi Gerő, a debreceni színház igazgatója nyert el. Azt követően, hogy Jakab Lajos elhagyta a társulatot, a tagok Ditrói vezetésével megalakították a Thália Színészszövetkezetet, amely Veszprémben, majd Szabadkán játszott. 1886. októberben a szabadkai évadnyitón Ditrói erre az alkalomra írt Prológus című verses játékát is előadták. A szövetkezet nehéz anyagi helyzetben volt, éppen csak fenn tudott maradni; Ditrói viszont elismertséget szerzett: Szabadka és Arad egyaránt Ditróival, mint igazgatóval kívánt szerződni a Thália szövetkezet helyett.

### Kolozsvár, Farkas utcai színház

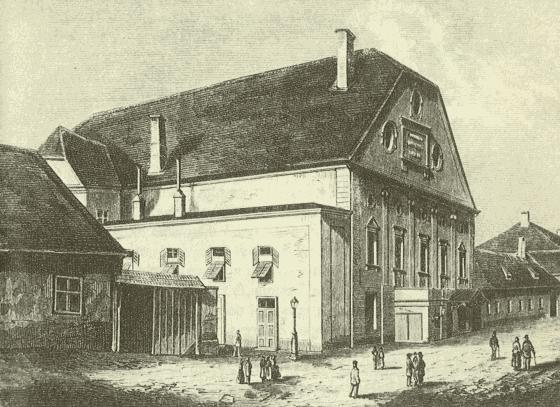
A kolozsvári Nemzeti Színház

1887-ben a kolozsvári színház újonnan kinevezett intendánsa, Bölöny József Ditrói Mórt hívta meg bérlő-igazgatónak; Ditrói csak azután vállalta el a megbízást, hogy az aradiak felmentették szóbeli ígérete alól. Bölöny és Ditrói 1887. július 16-án Nagyváradon kötötték meg a három évadra szóló szerződést, melynek értelmében a színészek szerződtetése, a darabválasztás és a műsorpolitika egyaránt az igazgató kizárólagos hatáskörébe tartozott. Kezdetben az intendáns és az igazgató között jó kapcsolat alakult ki, ám ez a viszony Ditrói önérzetessége miatt pár év alatt megromlott; 1890-ben a belügyminiszternek kellett elsimítania konfliktusukat.
Igazgatása alatt a kolozsvári színház eleinte a pesti Nemzeti Színház repertoárjából vett át darabokat, de utóbb több drámapályázatot írtak ki kortárs darabokra. Ditrói műsorpolitikájának fontos eleme volt a gyermekeknek szánt előadások színrevitele; maga is írt mesejátékot. 1891-ben 48 estés magyar ciklust mutatott be január 1. és február 19. között, melynek során 58 előadásban 42 magyar író és zeneszerző 56 darabját adatta elő.
| \| Szerző \| Cím \| Műfaj \| \| ------------------------------- \| -------------------------------- \| ------------------ \| \| Abonyi Lajos \| Magduska öröksége \| népszínmű \| \| Almási Tihamér \| Két év múltán \| vígjáték \| \| Bartha Miklós \| Melanie \| dráma \| \| Bartha Miklós Járó Kelő álnéven \| A fogadás \| alkalmi darab \| \| Bartók Lajos \| A méhek \| vígjáték \| \| Berczik Árpád \| A közügyek \| vígjáték \| \| Bornemisza Károly \| A gyermekkirályné \| operett \| \| Csepreghy Ferenc \| A sárga csikó \| népszínmű \| \| Csepreghy Ferenc \| A piros bugyelláris \| népszínmű \| \| Csiky Gergely \| A nagyratermett \| vígjáték \| \| Czakó Zsigmond \| Kalmár és tengerész \| dráma \| \| Ditrói Mór \| Szeresd a hazát! \| alkalmi prológus \| \| Dobsa Lajos \| Szent István király \| tragédia \| \| Dóczy Lajos \| A csók \| vígjáték \| \| Dóczy Lajos \| Vegyes párok \| vígjáték \| \| Erkel Ferenc \| Névtelen hősök \| opera \| \| Gaal József \| A peleskei nótárius \| bohózat \| \| Gabányi Árpád \| Az apósok \| vígjáték \| \| Gerő Károly \| Az uzsai gyöngy \| népszínmű \| \| Hegyi Béla \| Pepita \| operett \| \| Hugó Károly \| Bankár és báró \| szomorújáték \| \| Jókai Mór \| Milton \| dráma \| \| Jókai Mór \| Az arany ember \| dráma \| \| Jókai Mór \| A szigetvári vértanúk \| szomorújáték \| \| Katona József \| Bánk bán \| dráma \| \| Kisfaludy Károly \| A pártütők \| vígjáték \| \| Klárné Angyal Ilka \| Az árendás zsidó \| népszínmű \| \| Konti József \| A királyfogás \| operett \| \| Lukácsy Sándor \| A vöröshajú \| népszínmű \| \| Madách Imre \| Csák végnapjai \| dráma \| \| Megyeri Dezső \| Katonás kisasszony \| operett \| \| Murai Károly \| Huszárszerelem \| vígjáték \| \| Murai Károly \| Virágfakadás \| vígjáték \| \| Papp Miklós \| Judit asszony \| népdráma \| \| Rákosi Jenő \| Magdolna \| paraszttragédia \| \| Simon Kálmán \| Páros szöktetés \| operett \| \| Szász Gerő \| Rolandné \| tragédia \| \| Szécsi Ferenc \| Bál után \| monológ \| \| Szigeti József \| A vén bakancsos és fia, a huszár \| népszínmű \| \| Szigeti József \| A nagyralátó \| népszínmű \| \| Szigeti József \| Viola \| népszínmű \| \| Szigligeti Ede \| Világ ura \| történelmi dráma \| \| Szigligeti Ede \| Szökött katona \| népszínmű \| \| Szigligeti Ede \| Két pisztoly \| népszínmű \| \| Szigligeti Ede \| A csikós \| népszínmű \| \| Szigligeti Ede \| A cigány \| népszínmű \| \| Tábori Róbert \| Ildikó \| dráma \| \| Tóth Ede \| A falu rossza \| népszínmű \| \| Tóth Kálmán \| Dobó Katica \| történeti vígjáték \| \| Vahot Imre \| Huszárcsíny \| népszínmű \| \| Váradi Antal \| A hun utódok \| regényes dráma \| \| Vidor Pál \| Ingyenélők \| népszínmű \| \| Vörösmarty Mihály \| Marót bán \| szomorújáték \| |                                  |                    |
| Szerző | Cím                              | Műfaj              |
| Abonyi Lajos | Magduska öröksége                | népszínmű          |
| Almási Tihamér | Két év múltán                    | vígjáték           |
| Bartha Miklós | Melanie                          | dráma              |
| Bartha Miklós Járó Kelő álnéven | A fogadás                        | alkalmi darab      |
| Bartók Lajos | A méhek                          | vígjáték           |
| Berczik Árpád | A közügyek                       | vígjáték           |
| Bornemisza Károly | A gyermekkirályné                | operett            |
| Csepreghy Ferenc | A sárga csikó                    | népszínmű          |
| Csepreghy Ferenc | A piros bugyelláris              | népszínmű          |
| Csiky Gergely | A nagyratermett                  | vígjáték           |
| Czakó Zsigmond | Kalmár és tengerész              | dráma              |
| Ditrói Mór | Szeresd a hazát!                 | alkalmi prológus   |
| Dobsa Lajos | Szent István király              | tragédia           |
| Dóczy Lajos | A csók                           | vígjáték           |
| Dóczy Lajos | Vegyes párok                     | vígjáték           |
| Erkel Ferenc | Névtelen hősök                   | opera              |
| Gaal József | A peleskei nótárius              | bohózat            |
| Gabányi Árpád | Az apósok                        | vígjáték           |
| Gerő Károly | Az uzsai gyöngy                  | népszínmű          |
| Hegyi Béla | Pepita                           | operett            |
| Hugó Károly | Bankár és báró                   | szomorújáték       |
| Jókai Mór | Milton                           | dráma              |
| Jókai Mór | Az arany ember                   | dráma              |
| Jókai Mór | A szigetvári vértanúk            | szomorújáték       |
| Katona József | Bánk bán                         | dráma              |
| Kisfaludy Károly | A pártütők                       | vígjáték           |
| Klárné Angyal Ilka | Az árendás zsidó                 | népszínmű          |
| Konti József | A királyfogás                    | operett            |
| Lukácsy Sándor | A vöröshajú                      | népszínmű          |
| Madách Imre | Csák végnapjai                   | dráma              |
| Megyeri Dezső | Katonás kisasszony               | operett            |
| Murai Károly | Huszárszerelem                   | vígjáték           |
| Murai Károly | Virágfakadás                     | vígjáték           |
| Papp Miklós | Judit asszony                    | népdráma           |
| Rákosi Jenő | Magdolna                         | paraszttragédia    |
| Simon Kálmán | Páros szöktetés                  | operett            |
| Szász Gerő | Rolandné                         | tragédia           |
| Szécsi Ferenc | Bál után                         | monológ            |
| Szigeti József | A vén bakancsos és fia, a huszár | népszínmű          |
| Szigeti József | A nagyralátó                     | népszínmű          |
| Szigeti József | Viola                            | népszínmű          |
| Szigligeti Ede | Világ ura                        | történelmi dráma   |
| Szigligeti Ede | Szökött katona                   | népszínmű          |
| Szigligeti Ede | Két pisztoly                     | népszínmű          |
| Szigligeti Ede | A csikós                         | népszínmű          |
| Szigligeti Ede | A cigány                         | népszínmű          |
| Tábori Róbert | Ildikó                           | dráma              |
| Tóth Ede | A falu rossza                    | népszínmű          |
| Tóth Kálmán | Dobó Katica                      | történeti vígjáték |
| Vahot Imre | Huszárcsíny                      | népszínmű          |
| Váradi Antal | A hun utódok                     | regényes dráma     |
| Vidor Pál | Ingyenélők                       | népszínmű          |
| Vörösmarty Mihály | Marót bán                        | szomorújáték       |

Ditrói kezdeményezésére 1891. októberben a színház balett-tanfolyamot indított. Szintén 1891-ben egyik alapítója volt a kolozsvári színház segélyegyletének.
1892-ben az intendáns megkerülésével közvetlenül a minisztériumhoz fordult azzal a javaslattal, hogy amennyiben a bérleti jogot további hat évre megkapja, és megemelik az állami szubvenciót, akkor operát szervez, és bevezetteti a színházba a villanyvilágítást. Bölönyi tiltakozott a javaslat elfogadása ellen, a belügyminiszter azonban ennek ellenére szerződést kötött Ditróival az 1893–1896 közötti időszakra. Ebben az időszakban a társulat nyaranta Marosvásárhelyen lépett fel.
1892-ben az erdélyi magyar színjátszás jubileumára szervezett díszelőadáson ő rendezte a Zrínyi esküje és Zrínyi kirohanása című élőképeket, amelyeket nagyrészt azoknak az erdélyi főuraknak a leszármazottai mutattak be, akik száz évvel korábban műkedvelőként a színház első előadásán szerepeltek. A jubileumi előadások bevételét a színházi nyugdíjalapnak ajánlotta fel.
1894–95-ben Shakespeare-ciklust mutatott be, az angol szerző 17 színdarabját (Lear király, Hamlet, Ahogy tetszik, A velencei kalmár, Coriolanus, Vízkereszt, Macbeth, Tévedések vígjátéka, Rómeó és Júlia, Téli rege, Julius Caesar, A windsori víg nők, Othello, Antonius és Kleopátra, III. Richárd, A két veronai nemes, Szentivánéji álom) vitte színre 3–4 hónap alatt. A költséges és látványos produkciók azonban csak mérsékelt közönségsikert arattak, viszont az előadásokról a londoni Life magazin is hírt adott. 1895. januárban tanulmányi úton járt Párizsban, Londonban és Berlinben.
Ditrói Mór kolozsvári működéséhez fűződik a színház egyik fénykora, egyben Ditrói „szakmai működésének elfelejtett csúcsteljesítménye.” Amellett, hogy a kiszolgálta a könnyedebb szórakozásra vágyó közönséget, ezzel biztosítva az anyagi sikert, új darabokat is műsorra tűzött, például Henrik Ibsen műveit. Igazgatásának egyik legfontosabb eredménye a társulat felépítése. Számos fiatal tehetséget szerződtetett (ő fedezte fel például Küry Klárát illetve ő szerződtette a vidéki társulatoknál kallódó Hegedűs Gyulát), ugyanakkor évadonként 20–25 vendégművészt hívott meg, így például Jászai Marit, Prielle Kornéliát, Márkus Emíliát, Csillag Terézt, Szigeti Józsefet, Náday Ferencet, Újházi Edét. A téli főszezonban operaelőadásokat is tartottak, így például a színház műsorán szerepelt a  Traviata, Az álarcosbál, az Ernani, A zsidónő, a Hunyadi László, A bűvös vadász, a Parasztbecsület, a Bajazzók).
Kolozsvári tartózkodása idején számos társadalmi kezdeményezést támogatott: részt vett az elektromos világítás bevezetését előmozdító bizottságban, támogatta a helyi árvaházat, és igazgatása alatt a színház minden évben egy előadás bevételét az Erdélyi Magyar Közművelődési Egyesület támogatására ajánlotta fel.
A kiemelkedő színvonal ellenére Ditrói számos intrika célpontja lett. Egy színész szerződésének meg nem újítása miatt egy kivétellel az összes arisztokrata felmondta a páholybérletet, a kolozsvári sajtó pedig a színház állami fenntartásba vétele mellett állt ki a vállalkozó-igazgatói rendszerrel szemben. Egy az Ellenzékben 1895-ben megjelent cikk szerint „a kormány, főleg Ditrói ismételt kérése következtében, több ízben megújította a vállalati szerződést, tisztán az ő személyére és az ő anyagi érdekeire való tekintetből.” A támadások hozzájárultak ahhoz, hogy 1895. augusztusban Ditrói elfogadta a felkérést az újonnan nyíló Vígszínház igazgatására; vele együtt mentek a legjobb kolozsvári prózai színészek is. Noha új szerződése 1896. január 1-jén lépett hatályba, már 1895 szeptemberétől köteles volt a szervezési munkákat elkezdeni, így párhuzamosan dolgozott Kolozsváron, ahol Az ember tragédiáját vitte színre, illetve Budapesten

### Budapest, Vígszínház

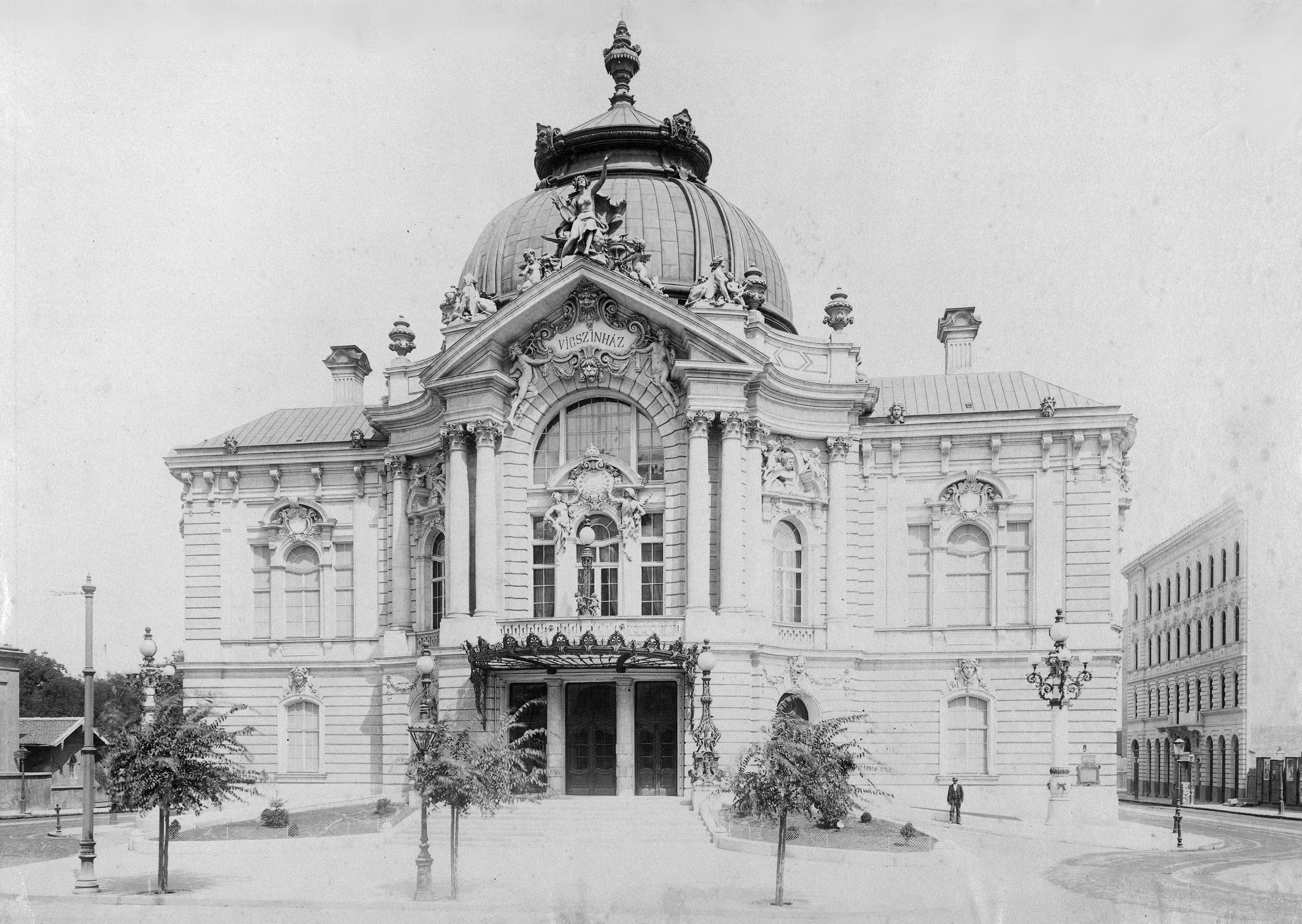
A Vígszínház 1896 körül

Az akkor alakuló Vígszínház kétszeres kockázatot jelentett a Kolozsváron már nevet szerzett Ditróinak: a kültelki, rossz hírű hely és a névtelen színészekből álló társulat miatt. Itt némileg kisebb hatásköre volt, mint Kolozsváron: művészeti igazgatóként ő felelt a társulat megszervezéséért és a színpadi munkákért, de a műsorterv összeállításában csak javaslattételi és véleményezési joga volt. Ditrói megérkezése előtt már több színészt szerződtettek; melléjük már az új művészeti igazgató választotta ki Delly Emmát, Nikó Linát, Kalmár Piroskát, Szathmáry Árpádot, Hegedűs Gyulát, Gál Gyulát, Góth Sándort, Beregi Oszkárt, Sziklai Kornélt, Megyeri Dezsőt, Szerémy Zoltánt, Balassa Jenőt, Bárdi Ödönt, Győző Lajost és Varsányi Irént.
Működésének első időszakában több konfliktusa volt Keglevich István intendánssal, aki a színházat üzemeltető bérlőtársaság egyik tagja volt. Keglevich beleszólt a szereposztásba és a próbarendbe, és egy ízben egy szereposztásbeli csere miatt fel is mondott Ditróinak, de a bérlőtársaság többi tagja megakadályozta a művészeti igazgató távozását. A kialakult helyzet következtében Ditrói 1897. május 1-jei hatállyal felmondott, ezt azonban a bérlőtársaság nem fogadta el. Végül 1897. augusztusban Keglevich kivált a társaságból. 1898-ban az immár a Nemzeti Színház intendánsaként működő Keglevich meghívta Ditróit a színház élére, de ő ezt nem vállalta, mivel előlegtartozás kötötte a Vígszínházhoz. Néhány év múlva ugyanilyen okból utasította el Apponyi Albert felkérését; utóbb megbánta makacsságát.
1897-ben megalapította a Vígszínház színésziskoláját azzal a céllal, hogy a színház igényeinek megfelelő utánpótlást neveljen, mivel erre a Színiakadémiát, ahol a Nemzeti Színház tagjai tanítottak, nem tartotta alkalmasnak. Az iskola 1903-tól az Országos Színészegyesület Színészképző Iskolája néven működött 1949-ig; igazgatója 1917-ig Ditrói Mór volt. Szintén 1897-ben megvásárolta, és Budapestre szállíttatta a kolozsvári Közművelődés nyomdát (a kolozsvári református kollégium egykori nyomdáját), amelyet Thália Nyomda néven 1899 decemberéig működtetett, utána a nyomda Faludi Gábor tulajdonába került.
1901-től, amikor a bérlőtársaságból Faludi Gábor kivételével az összes tag kivált, valamelyest megerősödött Ditrói szerepe a műsorválasztásban. Elképzelhető, hogy az ő hatása is közrejátszott abban, hogy a színház profiljában helyet kaptak a gyermekelőadások. 1902. január 1-jén Herczeg Ferenc Ocskay brigadéros című történelmi darabjának századik előadásával egy száz előadásból álló magyar ciklust kezdett, melyet 1902. március 25-én fejezett be. A ciklus nem járt közönségsikerrel, de a magyar írók egész generációját vonzotta a színház közelébe, elsősorban Molnár Ferencet.
Vígszínházi rendezései új időszak kezdetét jelentik a magyar színházművészetben, az általa kialakított úgynevezett „vígszínházi stílus” középpontjában a belülről fakadó színészi játék állt.

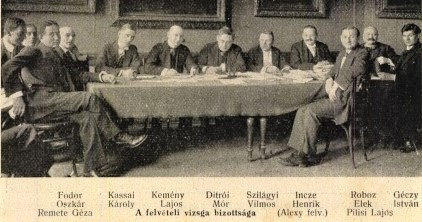
Felvételi vizsga az Országos Színészegyesületben, 1923

1902 és 1922 között az Országos Színészegyesület ügyvezető elnöke, majd elnöke volt. Ditrói kezdeményezte a színészek által befizetendő nyugdíjjárulék 10%-os emelését, ami a színigazgatók által befizetendő „jegy-pótfillérrel” együtt helyreállította a nyugdíjalap pénzügyi egyensúlyát. Megalapította az egyesület irodalmi ügynökségét, amelynek a vidéki színházakat kellett ellátnia megfizethető áron új darabokkal. Az ő igazgatása alatt az egyesület elérte, hogy a várandós színésznőket ne lehessen elbocsátani.
Kezdeményezésére 1904-ben megalakult a Magyar Színpadi Szerzők Egyesülete, amelynek a korszak összes jelentős írója tagja volt. A választmány tagjaként Ditrói felvetette egy olyan színház megépítésének tervét, amely csak magyar darabokat játszana; a terv azonban nem valósult meg. 1906-ban Balassa Jenő, Goda Géza, Lukács Bernát és Roboz Andor mellett egyik alapító tagja volt a Petőfi szabadkőműves páholynak, amely elsősorban társadalmi kérdésekkel foglalkozott, és kiállt az általános, titkos, egyenlő választójog bevezetése mellett.

### Nyugdíjas évei

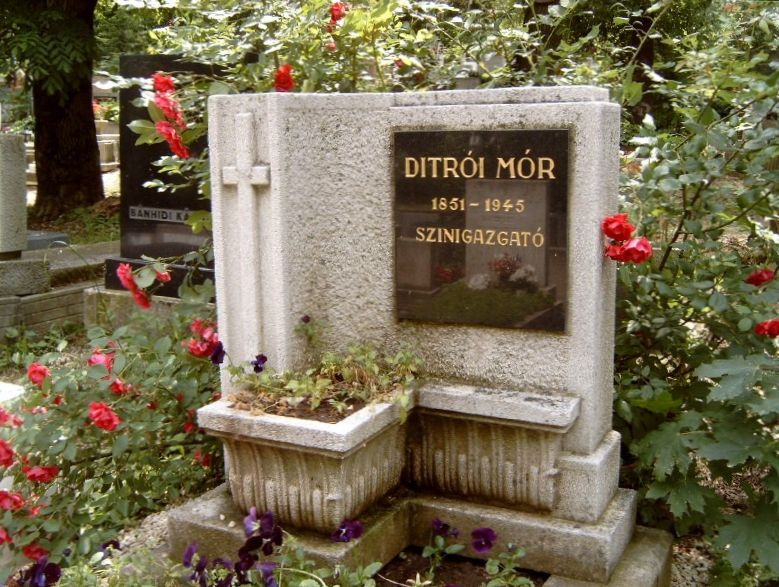
Ditrói Mór sírja

„Imponálóan eredményes” pályafutása után 1916-ban nyugalomba vonult. 1917–1918-ban Bárdos Artúrt segítette a Belvárosi Színházban, majd 1921-ben megrendezte itt Villányi Andor Legénykérés című vígjátékát. 1922-ben a Renaissance Színházban, majd a Magyar Színházban működött. 1924-ben ülte meg a Vígszínházban 50 éves jubileumát egy matiné keretében. Nyugdíja az infláció miatt teljesen elértéktelenedett, ennek ellensúlyozására 1926-ban trafikengedélyt kapott a kultuszkormánytól. (A Renaissance Színház épületében levő trafikot egy volt színésznőnek adta ki részesedésre.) Nehéz anyagi helyzete miatt így is arra kényszerült, hogy segélykérő leveleket írjon színházi kollégáinak, színigazgatóknak, szerkesztőknek. Jövedelmét emlékiratainak kiadásával, rádiós szerepléssel, a rádió számára végzett fordításokkal egészítette ki. Ugyanezt a célt szolgálták a tiszteletére rendezett jubileumi ünnepségek is: 60 éves művészi jubileumát 1933. március 12-én Budapesten, a Zeneakadémián, az utolsót pedig 1943-ban Kolozsváron tartották.
1934-ban fiával, ifj. Ditrói Mórral együtt memorandumot nyújtott be a minisztériumnak, melyben nemzetközi színművészeti verseny megrendezését javasolta. 1937-ben fellépett a Szegedi Szabadtéri Játékokon;
1938-ig több kisebb szerepet vállalt Kertész Mihály, Deésy Alfréd, Balogh Béla, György István, Lázár Lajos, Fejős Pál filmjeiben.
Feleségét 1938-ban vesztette el, utána két fiával, Józseffel és Zoltánnal, illetve az ő családjukkal élt. A második bécsi döntés után romantikus gesztusként megpályázta a kolozsvári Nemzeti Színház igazgatói állását, noha tudta, hogy 89 éves korában ennek nincs realitása.
Budapest ostroma után, nélkülözésben, testileg legyengülve, de szellemileg épen érte a halál. Fia nem engedte, hogy tömegsírba kerüljön, így otthon a kertben temették el, ahonnan Jób Dániel kezdeményezésére 1948-ban exhumálták, és a Farkasréti temetőben kapott díszsírhelyet.

## Munkássága

### Színészként
Kolozsvári bemutatkozását követően a korabeli sajtó bátorítóan írt alakításairól, de több hiányosságára is felhívták a figyelmet. A Magyar Polgár kritikusa így foglalta össze a még színinövendék Ditrói teljesítményét: „Általában e két fellépés — Ditrói minden hiányai mellett is — arról tanúskodott, hogy belőle — ha nem lép elbizakodottsággal e pályára — művelt, értelmes színész lehet.” A kolozsvári színházhoz szerződve számos kisebb szerepet játszott, különösebb siker nélkül. 1878-ban aradi szereplése során a kritika azt állapította meg róla, hogy tehetséges fiatalember, de nem való drámai hősnek; „olvadékony hangja, bágyadt nyugalma nem teszi erre alkalmassá.” Mivel társulatszervezői és rendezői érdemei messze elhomályosították színészi munkásságát, az összefoglaló jellegű színháztörténeti munkák főleg színházigazgatóként és rendezőként foglalkoznak vele.
Érdekesség, hogy utolsó kolozsvári rendezésekor, Az ember tragédiája 1895-ös előadásán maga is részt vett statisztaként, a sans-culotte-ok sorában.
| Szerepei a kolozsvári Nemzeti Színházban |
| --- |
| - Szigligeti Ede: Strike – István bácsi, kovács (1877) - William Shakespeare: Hamlet – Polonius (1877) - William Shakespeare: A makrancos hölgy – Vicentio, agg nemes (1877) - Vértesi Arnold: Az áruló avagy egy muszka delila – Taruskin, szentpétervári rendőrfőnök (1877) - Johann Wolfgang Goethe: Faust – az Úr (1877) - Szigeti József–Egressy Béni: Szép juhász – Berény, gazdag haszonbérlő (1877) - William Shakespeare: Rómeó és Júlia – Mercutio - Friedrich Schiller: Haramiák – az öreg Moor |

| Aradon játszott szerepei |
| --- |
| - Paolo Giacometti: Az erkölcsi halott - Henrik Ibsen: A társadalom támaszai – Lundt tanító (1879) - Pierre Newsky: Daniseffék – Ossip kocsis (1879) - Lukácsy Sándor: Ágnes asszony – Vércse (1879) |

| Szerepei a Vígszínházban: |
| --- |
| - Csergő Hugó: Félszerelem – Barkos (1908) - Lengyel Menyhért: Taifun – Lindner (1909) - Louis Forest: Ámor, a pénzügynök – Anselme (1910) - Guthi Soma: A kormánybiztos – Czakó Barna (1910) - Alexandre Bisson: Nick Carter – Melvil (1910) - Louis Artus: Nyári szerelem – Gaetán (1911) - Bródy Sándor: A medikus – Nagyfejeő, jogász (1911) - Henri Bernstein: Utánam – Hottot Carlos (1911) - André Mouëzy-Éon: Az ezred apja – Dorjean (1911) - Karl Schönherr: Hit és haza – Unteregger (1911) - Tristan Bernard: Az ismeretlen táncos – Herbert (1911) - Lengyel Menyhért: A próféta – Camil Andrew (1911) - Nagy Endre: A zseni – Államtitkár (1911) - Pásztor Árpád: Innocent – Kapos (1912) - Pierre Veber: Csitri – Vergnaud (1912) - André de Lorde: Az arany kalitka – Pontorson (1912) - André Rivoire: Piktorok – Legrand (1912) - Sacha Guitry: Berg-op-Zoom – Dr. Schutz (1912) - Hajó Sándor: Lakájok – Pista, a lovász (1913) - Robert de Flers: A zöld frakk – Benin (1913) - Leo Stein: Majolika – Struth (1913) - Henri Kéroul: Nem szabad! – Benard, lakatos (1913) - Herczeg Ferenc: Ocskay brigadéros – Ozoróczi, a fejedelem udvarmestere (1913) - Bródy Sándor: Timár Liza – A házi orvos (1914) - George Scarborough: Ki volt? – Jefferson Jones (1914) - Joseph Henry McAlpin Benrimo: A sárga kabát – Vu-Szin-Jin (1914) - August Neidhart: Nevess! – Az ezredes (1915) - Hajó Sándor: A nap lovagja – László gróf (1916) - Nádas Sándor: Kávéház – Lohndiner (1916) - Edmund Eysler: Vagy ő, vagy senki – Von Ströhm ezredes (1916) - Szomory Dezső: Hermelin – Povelka (1916) - Franz Schubert: Három a kislány – A gróf (1916) - Pásztor Árpád : Vengerkák – Szállóigazgató (1917) |

| Filmszerepei: |
| --- |
| - A csikós (1912, rendező Góth Sándor) – csikós - A szentjóbi erdő titka (1917, rendező Kertész Mihály) – uzsorás - A halál után (1920, rendező Deésy Alfréd) – Prosper - Egy az eggyel (1920, rendező Deésy Alfréd) - Újjászületés (1920, rendező Deésy Alfréd) - Diána (1920, rendező Deésy Alfréd) - A megfagyott gyermek (1921, rendező Balogh Béla) – pap - Tavasz a viharban (1929, rendező György István) – Bagó, kollégiumi rektor - A kék bálvány (1931, rendező Lázár Lajos) – amerikai utas - Ítél a Balaton (1932, rendező Fejős Pál) – Szabó - A bor (1933, rendező György István) - Az örök titok (1938, rendező György István) – Lorain apó |

### Rendezőként
Ditrói Kolozsváron és a Vígszínházban is azt a feltételt szabta, hogy a színpadi munkával kapcsolatos kérdésekben egymaga dönthessen. Rendezéseire a meiningenizmus volt hatással: korhűségre törekvő díszletek és jelmezek, a tömegjelenetek részletes kidolgozása, a sztárrendszer megszüntetése.  Ugyanakkor – Sztanyiszlavszkijt megelőzően – belső (lélektani) realizmust követelt meg a színészektől. A nevéhez köthető sajátos „vígszínházi stílus” jellemzője volt az is, hogy kiiktatta a külsőséges színészi eszközöket, a színpadias deklamálást; rendezői utasításai között gyakran szerepelt, hogy mit nem szabad csinálni. A természetes beszédre törekvés és a játszott alakok pszichológiailag hiteles ábrázolása már fiatalkori rendezéseinél is megmutatkozott. Nem elméleti szakember, hanem ösztönös rendező volt.
Fontosnak tartotta a társulat összjátékát és egységes stílusát; ennek érdekében nem félt szakítani az évtizedes hagyományokkal. A Vígszínház heterogén együtteséből képes volt egységes társulatot kovácsolni. A színészeknek a legváltozatosabb szerepeket adta, tekintet nélkül korábban már elért pozíciójukra. Nagy hangsúlyt helyezett a tiszta, érthető színpadi beszédre; gyakran a nézőtér különböző helyeiről ellenőrizte, hogy érthető-e minden szó és szóvég.
A Kolozsváron töltött kilenc év alatt csaknem száz darabot rendezett. A Vígszínházban, ahol művészeti igazgatóként dolgozott, a kijelölt rendező két hét alatt előkészítette a darabot, majd Ditrói vette át az irányítást, és ő adta meg a színészeknek a végső eligazítást;  a színlapra viszont nem íratta fel magát. Ő vezette be Kolozsváron és a Vígszínházban is az előadásszerű házi főpróbák intézményét.

### Művei
- Jegygyűrű (magánjelenet)[43]
- Karácsonyfa, vagy a Vasorrú Borka (gyermekmese, társszerzője Eötvös Károly Lajos).[43] Bemutató: Kolozsvár, 1890.[96]
- A csángók (népszínmű, társszerzője Eötvös Károly Lajos).[43]
- Prológus (verses játék a szabadkai színház 1886/1887-es évadának megnyitójára).[24]
- Szeresd a hazát (verses színdarab). Bemutató: Kolozsvár, 1887. január 1.[43]
- Komédiások: Ditrói Mór emlékiratai. Budapest: Közlekedési Ny., [1929?].[97]
- Ditrói Mór versei. [Budapest]: Általános Ny., [1936 vagy 1938].[97][98]
- Az én kilencven évem. [Budapest]: Révai ny., [1943].[97]

### Műfordításai
- Henrik Hertz(wd): René király leánya. Bemutató: Kolozsvár, 1877. május 5.[99]
- Adolf Wilbrandt(wd): A fegyenc vagy Fabricius lánya. Bemutató: Kolozsvár, 1881. február 10.[100]
- Ferdinand Raimund: A milliomos paraszt. Bemutató: Debrecen, 1883. március 25.[101]
- Heinrich Bohrmann-Riegen – Richard Genée(wd): A királyné csipkekendője.(wd) (Johann Strauss operettje)[102]
- Georges de Porto-Riche(wd): Szerelmes asszony. Bemutató: Budapest, Vígszínház, 1897. február 9.[43]

## Személyisége
Tiszta, világos eszű, kevés beszédű, alapvetően visszahúzódó, szerény ember volt, saját személyét nem tolta előtérbe, ugyanakkor művészeti kérdésekben való igényessége gyakran erőszakos formában jelentkezett; saját bevallása szerint „vasmarokkal fogta a gyeplőt.” Zsarnoki megnyilvánulásai ellenére társulatának tagjai szerették és ragaszkodtak hozzá. Anyagi kérdésekben bőkezű és könnyelmű volt. A visszaemlékezések kitérnek nagy testi erejére és heves temperamentumára; egy ízben például a díszletmunkások nem tudtak felcipelni egy nehéz zongorát egy keskeny lépcsőn, mire Ditrói káromkodott egy nagyot, a hátára vette a hangszert, és egyedül vitte fel.

## Családja

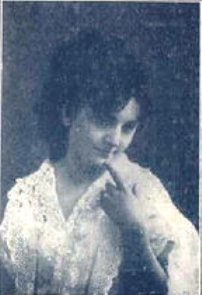
Felesége, Eibenschütz Mari

1875. szeptember 11-én feleségül vette Eibenschütz Mari színésznőt a kolozsvári piarista templomban. 1930. május 5-én Budapesten, a Terézvárosban kötött vele polgári házasságot.
Gyermekeik:
- Ditrói Nándor (1876–1941. júl. 31.)[111] tanár, Sopronban és Szegeden volt iskolaigazgató[112][113][114]
- ifj. Ditrói Mór, színész, született 1879. március 17-én, Aradon. Előbb huszártiszt volt, majd 1908. augusztus 24-én Kolozsvárt lépett színpadra az Ocskay brigadérosban, 1910. április hó 10-én mint aradi színész a Vígszínházhoz szerződött.[115]
- Ditrói Mária, Almoslino Alfrédné[112] (1886. szeptember 26. – 1941. szeptember 9.)[116]
- Ditrói József, színész, született 1888. november 25-én, Kolozsvárott. Színi pályára lépett 1908-ban. 1910-ben a Nemzeti Színházhoz szerződtették. Több verse jelent meg vidéki és fővárosi hírlapokban.[115]
- Ditrói Zoltán, magántisztviselő, született Budapesten, 1897. január 19-én[77]

## Emlékezete
Budapest XIII. kerületében, a Vígszínház mellett egy kis utca őrzi nevét, az utca elején két emléktáblával. A kolozsvári Állami Magyar Színház előcsarnokában nincs szobra a színháztörténeti nagyságok között; a Vígszínház földszinti folyosóján mellszobra áll, Ditrói Tamás alkotása. A Vígszínház róla nevezte el egyik bérletét.
Alakja megjelenik Benedek Szabolcs A vérgróf című, 2012-ben kiadott regényében.

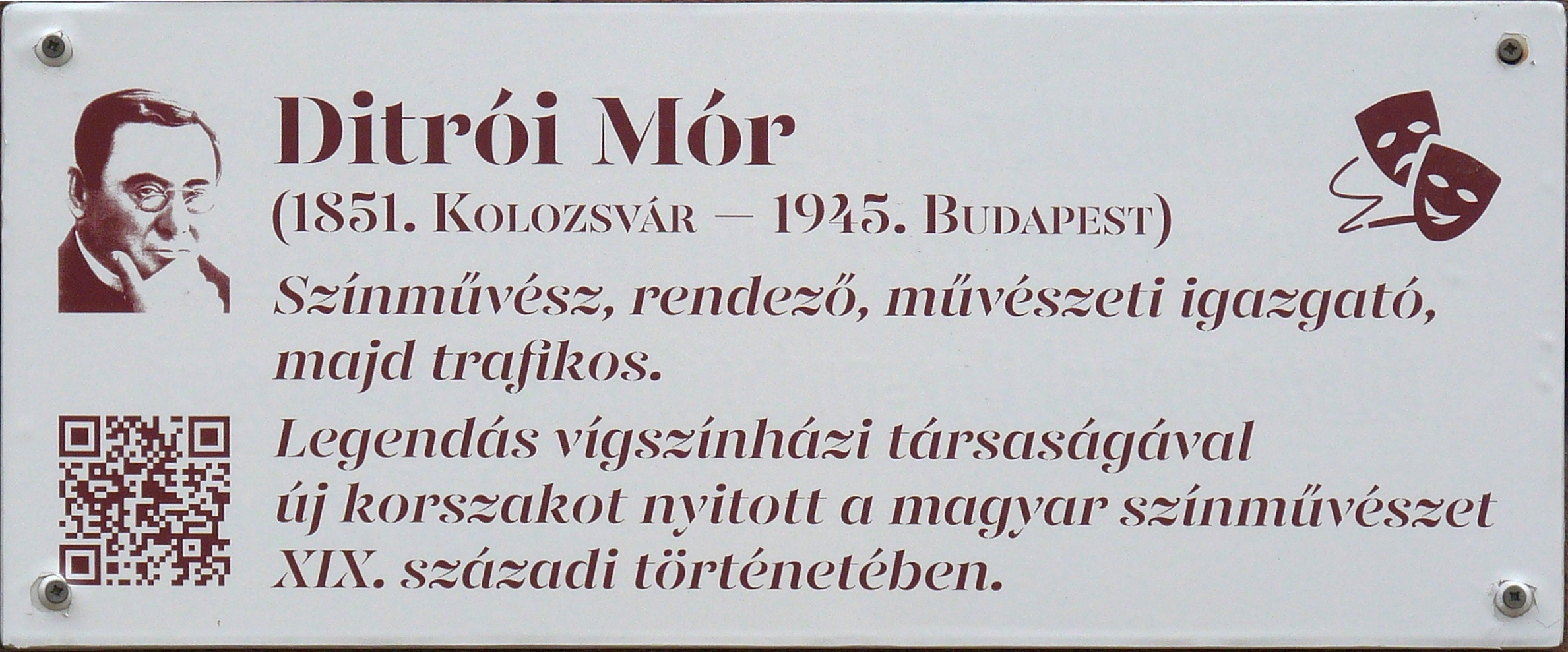
Emléktáblája Budapest XIII. kerületében, a Ditrói Mór utca 1. szám alatt
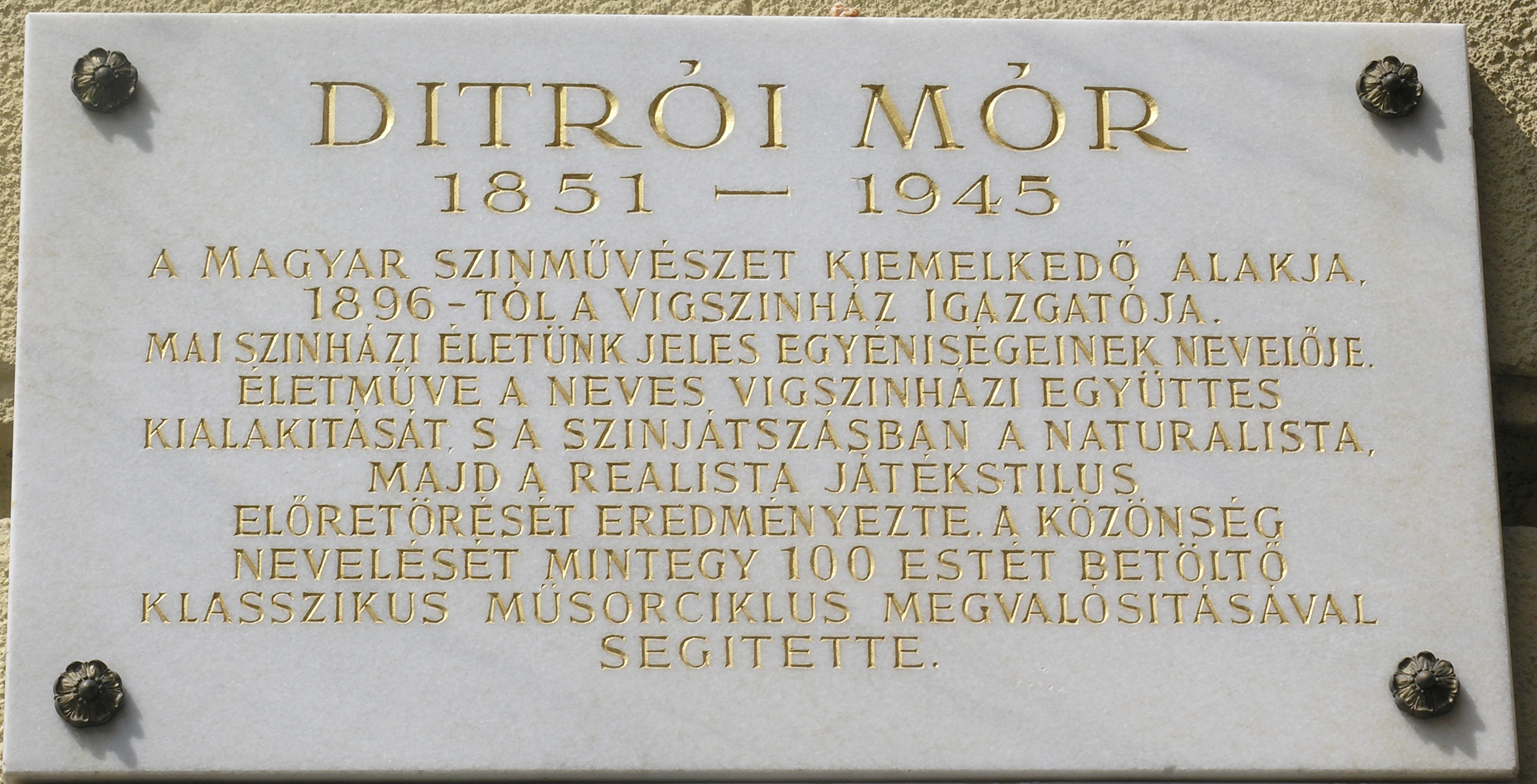
Emléktáblája Budapest XIII. kerületében, a Ditrói Mór utca 2. szám alatt